# Brejo (Ribeira Seca)
O Brejo (Ribeira Seca) é uma elevação portuguesa localizada na freguesia açoriana do Ribeira Seca, concelho da Calheta, ilha de São Jorge, arquipélago dos Açores.
Este acidente geológico encontra-se geograficamente localizado próximo da Ribeira Seca  e encontra-se intimamente relacionado com maciço montanhoso central da ilha de são Jorge do qual faz parte. Encontra-se na área de abrangência da Fajã do Belo, Fajã dos Tijolos, e da Lagoa da Fajã de Santo Cristo.
Esta formação geológica localizada a 780 metros de altitude acima do nível do mar apresenta escorrimento pluvial para a costa marítima e deve na sua formação geológica a um escorrimento lávico e piroclástico muito antigo.